# Felix Huber (Musiker)
Felix Huber (* 3. November 1952 in Frick) ist ein Schweizer Komponist und Pianist, der auch im Modern Jazz hervorgetreten ist.

## Leben und Wirken
Huber erhielt ab dem achten Lebensjahr Klavierunterricht. Während der Kantonalsschulzeit gründete er die erste Jazzrock-Band im Kanton Aargau, „Jigsaw“. Er studierte am Konservatorium Bern, an der Swiss Jazz School (bei Vince Benedetti) und am Berklee College of Music. Während seines Studiums unternahm er eine Tournee durch Nordamerika. Mit „Jigsaw“ legte er in den frühen 1980er Jahren zwei Alben vor. Mit Marco Käppeli und Thomas Dürst war er Mitglied von Beat Wengers „.New Jazztet“. Ab 1985 spielte er in der Gruppe „Jefaster Desaster“ und gab Konzerte in Europa. Mit dem polnischen Klarinettisten Witek Kornacki bildete er in den frühen 1990er Jahren die Gruppe „Ost-West Inspiration“, die das Feld zwischen Klezmer, Jazz und Klassik ausleuchtet und von weiteren Musikern wie Heiri Känzig oder Rätus Flitsch unterstützt wird. Weiter tritt er mit Lucas Niggli auf.
Huber schrieb Kompositionen und Arrangements für Jazz-Combos, Bigbands, Kammerensembles, Orchester, Chor und Solo-Instrumente. Mit dem Neuen Zürcher Orchester spielte er als Klaviersolist seine Komposition In Memoriam für Orchester und improvisiertes Klavier ein. Zu seinen weiteren Aktivitäten gehören die Konzerttätigkeit mit Schwerpunkt auf der Improvisation sowie das Unterrichten (Klavier und Improvisation). Die Musiker Christoph und Corinne Nora Huber sind seine Kinder.

## Preise und Auszeichnungen
Huber gewann 1981 einen zweiten Preis beim Internationalen Jazz-Kompositionswettbewerb in Monaco. Vom Kanton Solothurn erhielt er ein Werkjahr, das er zum Studienaufenthalt in Boston nutzte. 1999 ging er aus dem Kompositions-Projektwettbewerb der vier Schweizer Klassik-Festivals  Interlakner- und Meiringer Musikfestwochen, sowie Schlosskonzerte Spiez und Thun hervor. Er erhielt 2002 den Ersten Preis des Kompositionswettbewerbs zur Eröffnung der Schweizerischen Landesausstellung Expo.02 und war im April 2003 Preisträger des IV. Internationalen Prokofieff Kompositionswettbewerbs in Sankt Petersburg. Sein Duo-Programm Al Fresco
mit Lucas Niggli zeichnete die Kulturstiftung Pro Argovia mit dem Titel „Pro Argovia Artists 2001/2002“ aus.

## Diskographie (Auswahl)
- Jigsaw: Puzzle (Bellaphon, 1981, Michael Frey, Rainer Suter, Franz Kneubühler, Roger Barman)
- Jefaster Desaster: L'Homme Fatal (Unit Records, 1986, mit Beat Wenger, Marco Figini, Samuel Joss, Norbert Pfammatter, Willy Kotoun)
- Felix Huber, piano solo: al fresco – Bilder keiner Ausstellung (Unit Records, 1997)
- Mozart-Bach-Huber-Beethoven: Neues Zürcher Orchester, Klavier: Felix Huber (2000)
- Ost-West Inspiration: Gallia – (TIM Company 2003)

### Als Komponist
- Luzerner Trompeten-Ensemble: Heaven's Trumpets Vol. II (2002)[1]
- Quatuor Francis Poulenc (2003)[2]

## Lexigraphische Einträge
- Bruno Spoerri (Hrsg.):  Biografisches Lexikon des Schweizer Jazz CD-Beilage zu: Spoerri, Bruno (Hrsg.): Jazz in der Schweiz. Geschichte und Geschichten. Chronos-Verlag, Zürich 2005, ISBN 3-0340-0739-6